# Cruas
Cruas – miejscowość i gmina we Francji, w regionie Owernia-Rodan-Alpy, w departamencie Ardèche.
Według danych na rok 1990 gminę zamieszkiwało 2200 osób, a gęstość zaludnienia wynosiła 142 osoby/km² (wśród 2880 gmin regionu Rodan-Alpy Cruas plasuje się na 398. miejscu pod względem liczby ludności, natomiast pod względem powierzchni na miejscu 743.).

## Galeria

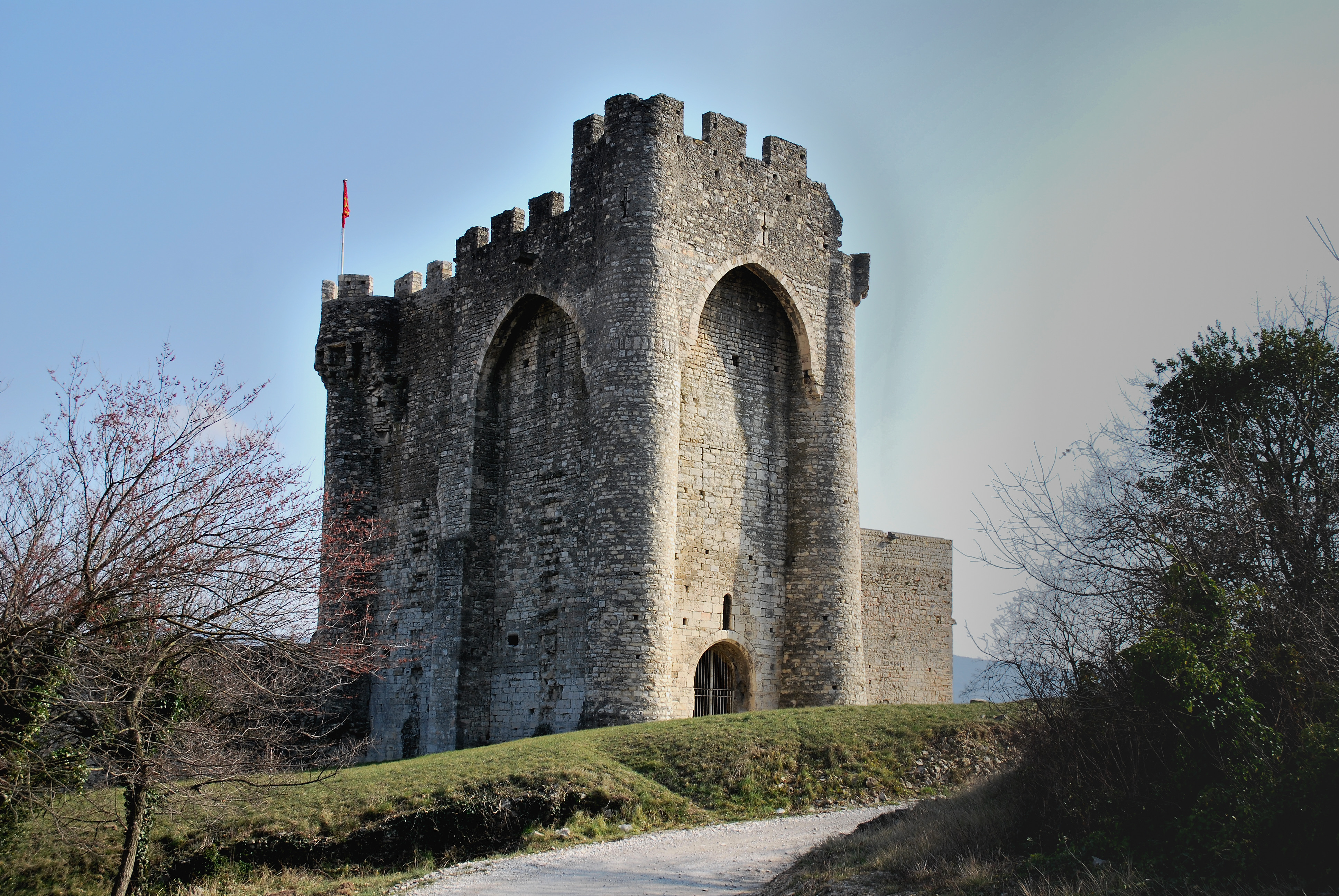
Zamek Cruas (2009)
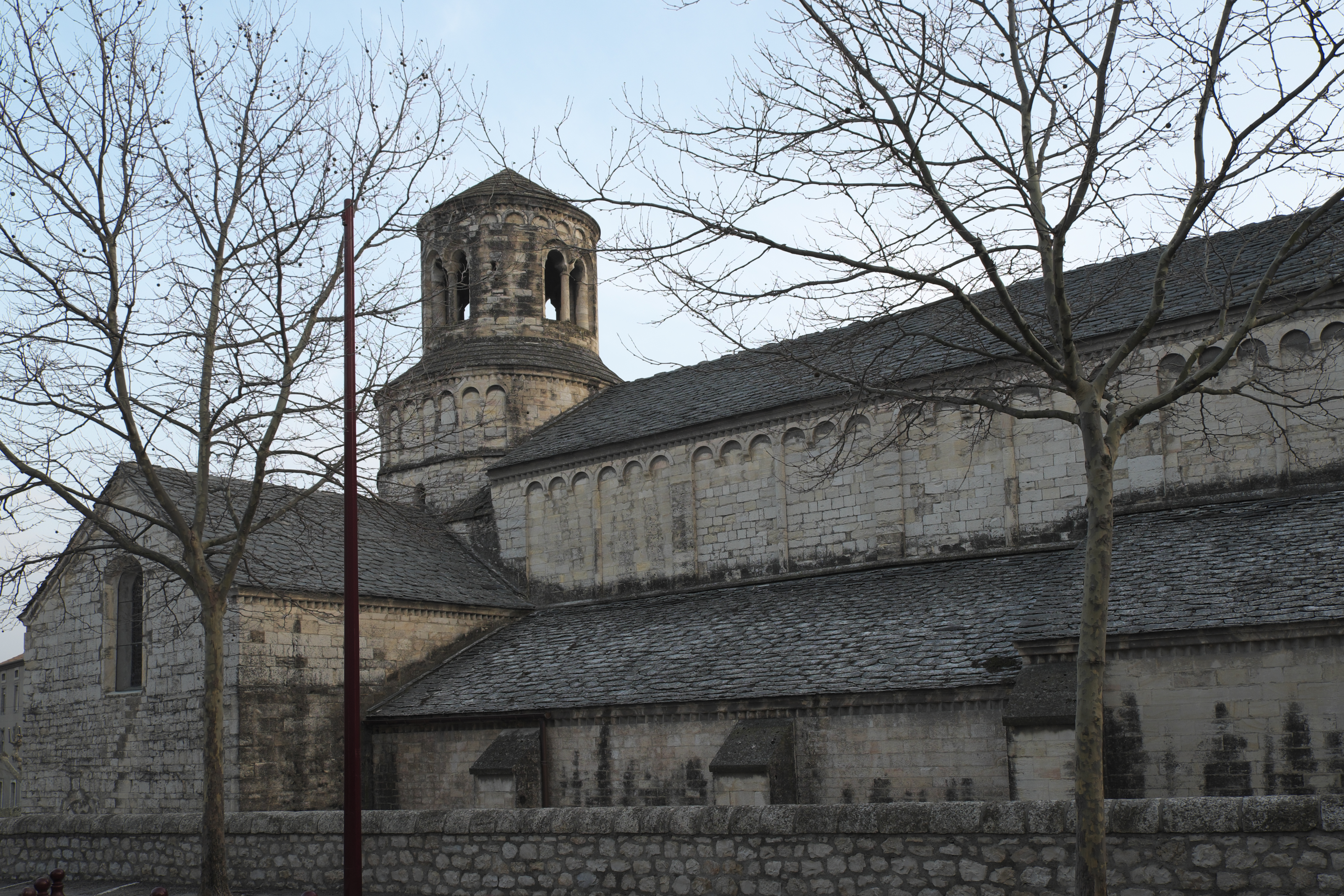
Opactwo (2013)
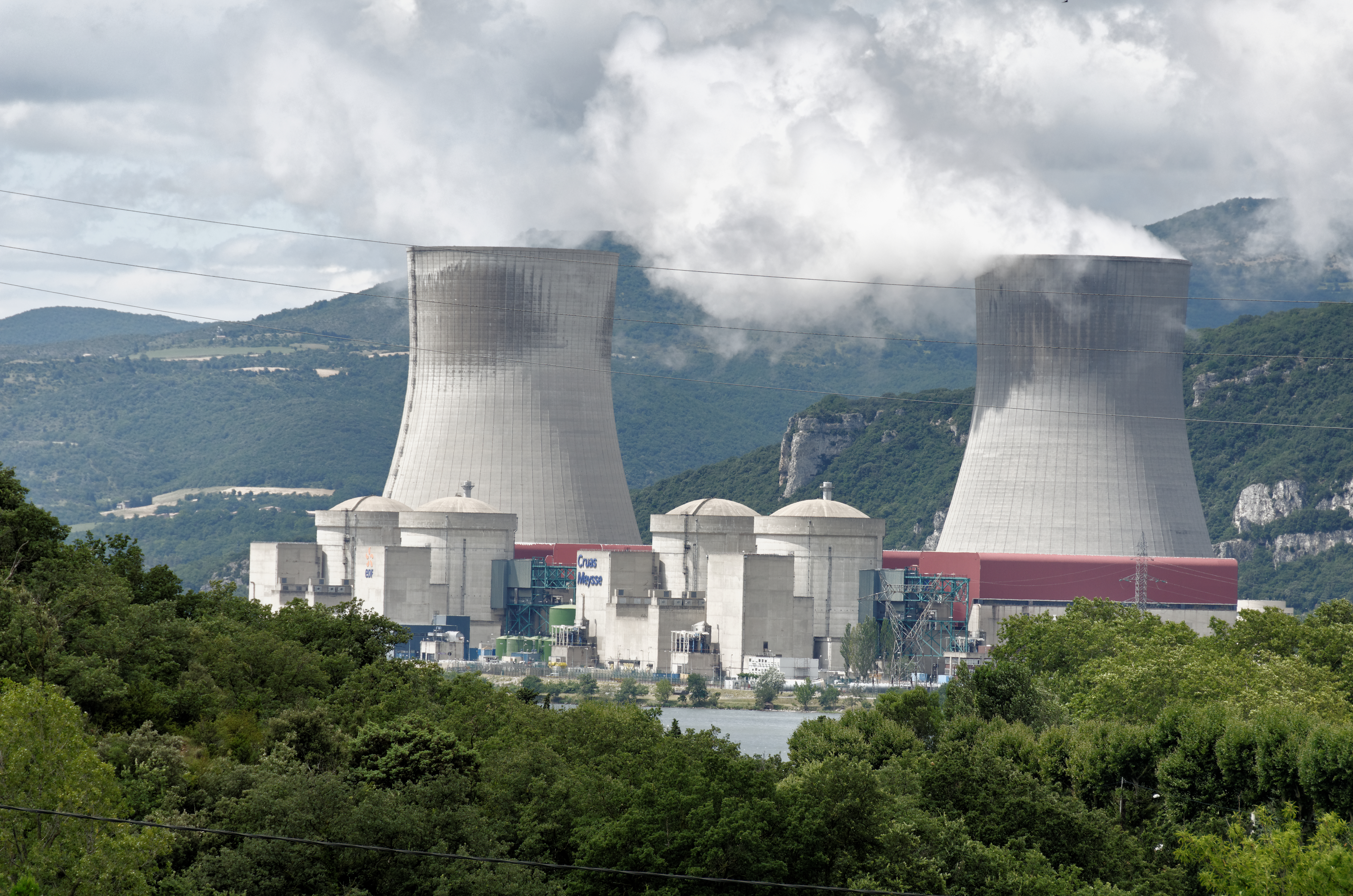
Elektrownia jądrowa (2012)